# Standard Galactic Alphabet
 (mars 2025).
 (février 2024).
La mise en forme du texte ne suit pas les recommandations de Wikipédia : il faut le « wikifier ».
Les points d'amélioration suivants sont les cas les plus fréquents :
- Les titres sont pré-formatés par le logiciel. Ils ne sont ni en capitales, ni en gras.
- Le texte ne doit pas être écrit en capitales (les noms de famille non plus), ni en gras, ni en italique, ni en « petit »…
- Le gras n'est utilisé que pour surligner le titre de l'article dans l'introduction, une seule fois.
- L'italique est rarement utilisé : mots en langue étrangère, titres d'œuvres, noms de bateaux, etc.
- Les citations ne sont pas en italique mais en corps de texte normal. Elles sont entourées par des guillemets français : « et ».
- Les listes à puces sont à éviter, des paragraphes rédigés étant largement préférés. Les tableaux sont à réserver à la présentation de données structurées (résultats, etc.).
- Les appels de note de bas de page (petits chiffres en exposant, introduits par l'outil «  Source ») sont à placer entre la fin de phrase et le point final[comme ça].
- Les liens internes (vers d'autres articles de Wikipédia) sont à choisir avec parcimonie. Créez des liens vers des articles approfondissant le sujet. Les termes génériques sans rapport avec le sujet sont à éviter, ainsi que les répétitions de liens vers un même terme.
- Les liens externes sont à placer uniquement dans une section « Liens externes », à la fin de l'article. Ces liens sont à choisir avec parcimonie suivant les règles définies. Si un lien sert de source à l'article, son insertion dans le texte est à faire par les notes de bas de page.
- La présentation des références doit suivre les conventions bibliographiques. Il est recommandé d'utiliser les modèles {{Ouvrage}}, {{Chapitre}}, {{Article}}, {{Lien web}} et/ou {{Bibliographie}}. Le mode d'édition visuel peut mettre en forme automatiquement les références.
- Insérer une infobox (cadre d'informations à droite) n'est pas obligatoire pour parachever la mise en page.

Pour une aide détaillée, merci de consulter Aide:Wikification.
Si vous pensez que ces points ont été résolus, vous pouvez retirer ce bandeau et améliorer la mise en forme d'un autre article.

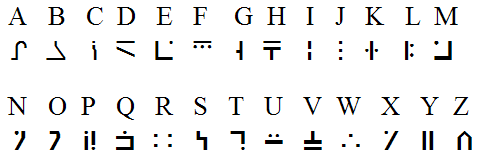
table de l'alphabet galactique standard

Le Standard Galactic Alphabet (en français : Alphabet Galactique Standard), souvent abrégé en SGA, est un alphabet présent dans certains jeux vidéo tels que Commander Keen, ou encore Minecraft, d'où cet alphabet tient sa célébrité. 
Dans Minecraft, le SGA est utilisé seulement de manière esthétique et n'a aucune signification une fois traduit.

## Histoire
Le SGA est un alphabet inventé par Tom Hall pour sa série de jeux vidéos Commander Keen. À l'origine, il a créé une illustration pour une pancarte indiquant « Sortie » à la fin de chaque niveau du premier jeu Keen. Cette illustration visait à donner à la pancarte une apparence plus extraterrestre. Elle a ensuite été étendue à d'autres messages, tels que « hi » et « this is neat ».
Les premiers signes de l'écriture ont été créés en adaptant les lettres de l'alphabet latin. Plus tard, Hall a également inventé des signes pour les autres lettres, afin de pouvoir afficher des messages partout dans les jeux. Bien que le texte soit écrit dans un autre alphabet, les mots sont en anglais. Le SGA n'est qu'une simple substitutions aux lettres latines.

## Décryptage
Les fans de la série Commander Keen ont essayé de déchiffrer les inscriptions en comparant les différents panneaux entre eux. Alors que Keen 1 utilisait quinze lettres (A, B, C, D, E, H, I, K, L, N, O, S, T, X et Y), les jeux ultérieurs en avaient plus.
Keen 3 offrait aux fans la plus grande opportunité. Ce jeu comprenait un grand nombre de tableaux supplémentaires, à la fois en lettres SGA et en lettres normales. De plus, dans un niveau secret de ce jeu, une traduction complète du SGA pouvait être trouvée, similaire à la Pierre de Rosette.
Keen 6 contenait une traduction similaire, également dans un niveau secret. Il est important pour le joueur de devoir déchiffrer l'alphabet complet pour traduire la note que Keen trouve à la fin de Keen 5.

## Autres utilisations
Joe Siegler a utilisé le SGA plus tard dans le jeu Rise of the Triad pour écrire le message « Dopefish lives » sur un mur. En fait, Tom Hall, qui a aidé à concevoir ce jeu, ne voulait pas inclure de messages, mais il a quand même autorisé un message dans le SGA. 
Dans le jeu Minecraft, le SGA a été utilisé dans la « table d'enchantement ». Ce bloc permet au joueur d'améliorer un outil. Pour améliorer son outil, le joueur a la possibilité de choisir parmi trois options où il ne voit que le premier des 1 à 3 enchantements qui seront ajoutés aléatoirement. Sur les boutons, il y a sur chaque case un texte en SGA. Ce texte a créé beaucoup de débats dans la communauté Minecraft, car ce texte était peut-être ce que le joueur obtiendrait. Après traduction, il s'avère que le texte n'a aucun sens. Le texte était donc quelque chose de simplement esthétique.
SGA est rarement utilisé. Cependant, il a servi de base pour d'autres systèmes d'écriture fictifs, notamment dans Anachronox d'Ion Storm, Quake 4.

## Anecdotes
- Le symbole pour N ressemble au caractère japonais Katakana pour « Ri » (リ). Certaines personnes qui écrivent en SGA utilisent le symbole japonais à la place de l'original.
- SGA a été utilisé une fois pour dissimuler un mot vulgaire au début du niveau « Paris » de Keen 2. Ce mot n'est pas très visible car il est constitué de plates-formes jaunes dans un champ rouge.